# Học hàm
Học hàm dùng để chỉ các danh hiệu trong hệ thống giáo dục và đào tạo được một tổ chức có quyền hạn nào đó phong cho một người làm công tác giảng dạy hoặc nghiên cứu. Các danh hiệu này xác định trình độ chuyên môn cao của họ. Có hai danh hiệu chính: giáo sư và phó giáo sư. Tiêu chuẩn để có được danh hiệu giáo sư và phó giáo sư không cố định thậm chí nó không đòi hỏi người được công nhận phải đang làm công tác giảng dạy hoặc nghiên cứu.

## Phong chức tại Việt Nam
Hiện tại ở Việt Nam (2008), học hàm (giáo sư, phó giáo sư) do Hội đồng chức danh giáo sư nhà nước xét và đề nghị thủ tướng phê chuẩn, là sự công nhận của Nhà nước đối với nhà khoa học . Xét về tiêu chuẩn cũng như cách thức tiến hành công nhận học hàm hiện nay, danh hiệu giáo sư và danh hiệu phó giáo sư của Việt Nam rất khác so với các danh hiệu Professor (thường được dịch là giáo sư) và Associate professor (phó giáo sư), hoặc профессор (tiếng Nga - giáo sư) và доцент (phó giáo sư). theo Nghị định Chính phủ 20/2001/NĐ-CP, những người được phong chức danh GS/PGS sẽ được vinh danh suốt đời, ngay cả sau khi nghỉ hưu. Theo một thống kê, từ 1976 đến hết năm 2014 hơn 11.000 giáo sư và phó giáo sư (GS/PGS) được tiến phong, tuy nhiên chỉ có khoảng hơn 4.100 người làm trong các đại học. Số còn lại hoặc là nghỉ hưu, đã mất, hoặc là làm việc trong các cơ quan công quyền và quản lý.

### Ý kiến

#### Phản đối
Chức danh giáo sư cần được cải cách theo tiêu chuẩn quốc tế.
- Theo GS Hoàng Tụy:"Trước hết, có một tiến bộ đáng ghi nhận là cách gọi học hàm GS thành chức danh GS. Thật ra, chỉ có ở nước ta và cũng chỉ từ giữa năm 80 trở đi mới coi GS là phẩm hàm để phong thưởng, chứ các nước khác, GS là chức vụ khoa học, với nội dung chức trách cụ thể, cần tuyển chọn người đủ năng lực để đảm nhiệm. Sự khác biệt không chỉ ở ngôn từ, mà ở mục đích và nội dung công việc. Do quan niệm học hàm theo kiểu phong kiến nên nhiều người chỉ có chức quyền dễ dàng được phong GS, cho dù chẳng có trình độ gì.[4].
- Theo GS Ngô Bảo Châu, "chúng ta nên trả lại từ giáo sư về đúng nghĩa của nó, tức là một vị trí làm việc. Nhà nước cũng nên trao quyền bổ nhiệm này cho các cơ sở giáo dục bởi phù hợp với chủ trương chung là giao quyền tự chủ cho các trường đại học...tôi thấy một số người được Hội đồng giáo sư Nhà nước phong hàm nhưng lại không xứng đáng vì chức danh giáo sư gắn liền với việc nghiên cứu khoa học." [1]
- GS. Nguyễn Văn Tuấn trong một bài viết trên mạng Vietnamnet đề nghị: "Bộ GDĐT thay vì can thiệp vào việc bổ nhiệm giáo sư của các đại học, chỉ cần quản lý tốt quy trình bổ nhiệm và kiểm tra tiêu chuẩn bổ nhiệm." [2]

## Bổ nhiệm ở quốc tế
Ở nhiều nước khác trên thế giới cả một số nước tại khu vực như, Malaysia, giáo sư không phải là một chức danh hay phẩm hàm, mà là một chức vụ gắn liền với một đại học, việc phong giáo sư là quyết định tuyển dụng giữa cơ sở giáo dục với nhà khoa học. Do đó việc bổ nhiệm, đề bạt chức vụ giáo sư do đại học phụ trách, nhưng quy trình bổ nhiệm thì hoàn toàn theo mô thức bình duyệt (peer review), vốn là trụ cột của hoạt động khoa học. Theo quy trình này, đơn của ứng viên sẽ được gửi cho các đồng nghiệp cùng ngành để nhận xét dựa vào các tiêu chuẩn do trường đặt ra; và dựa vào nhận xét đó, hội đồng học thuật sẽ bổ nhiệm ứng viên vào một chức vụ giáo sư thích hợp.